# قلنسوي راجف
قلنسوي راجف (الاسم العلمي:Mycena tremula) هو نوع من الفطريات يتبع جنس القلنسوي من فصيلة القلنسوية.